# Campeonato Europeo de Atletismo de 2014
El XXII Campeonato Europeo de Atletismo se celebró en Zúrich (Suiza) entre el 12 y el 17 de agosto de 2014 bajo la organización de la Asociación Europea de Atletismo (AEA) y la Federación Suiza de Atletismo.
Las competiciones se realizaron en el Estadio Letzigrund de la ciudad helvética.

## Calendario
| E | Eliminatorias | C | Clasificatorias | ½ | Semifinales | F | Finales |

| Fecha →           | 12 | 12 | 13 | 13 | 13 | 14 | 14 | 14 | 15 | 15 | 16 | 16 | 17 | 17 |
| Evento ↓          | M  | T  | M  | T  | T  | M  | T  | T  | M  | T  | M  | T  | M  | T  |
| ----------------- | -- | -- | -- | -- | -- | -- | -- | -- | -- | -- | -- | -- | -- | -- |
| 100 m             |    | E  |    | ½  | F  |    |    |    |    |    |    |    |    |    |
| 200 m             |    |    |    |    |    | E  | ½  | ½  |    | F  |    |    |    |    |
| 400 m             | E  |    |    | ½  | ½  |    |    |    |    | F  |    |    |    |    |
| 800 m             |    | E  |    | ½  | ½  |    |    |    |    | F  |    |    |    |    |
| 1500 m            |    |    |    |    |    |    |    |    | E  |    |    |    |    | F  |
| 5000 m            |    |    |    |    |    |    |    |    | E  |    |    |    |    | F  |
| 10000 m           |    |    |    | F  | F  |    |    |    |    |    |    |    |    |    |
| Maratón           |    |    |    |    |    |    |    |    |    |    |    |    | F  |    |
| 110 m vallas      |    |    | E  |    |    |    | ½  | F  |    |    |    |    |    |    |
| 400 m vallas      | E  |    |    | ½  | ½  |    |    |    |    | F  |    |    |    |    |
| 3000 m obstáculos | E  |    |    |    |    |    | F  | F  |    |    |    |    |    |    |
| Relevo 4 × 100 m  |    |    |    |    |    |    |    |    |    |    |    | E  |    | F  |
| Relevo 4 × 400 m  |    |    |    |    |    |    |    |    |    |    |    | E  |    | F  |
| 20 km marcha      |    |    | F  |    |    |    |    |    |    |    |    |    |    |    |
| 50 km marcha      |    |    |    |    |    |    |    |    | F  |    |    |    |    |    |
| Salto de longitud |    |    |    |    |    |    |    |    |    | C  |    |    |    | F  |
| Triple salto      | C  |    |    |    |    |    | F  | F  |    |    |    |    |    |    |
| Salto de altura   |    |    | C  |    |    |    |    |    |    | F  |    |    |    |    |
| Salto con pértiga |    |    |    |    |    | C  |    |    |    |    |    | F  |    |    |
| Peso              | C  | F  |    |    |    |    |    |    |    |    |    |    |    |    |
| Disco             |    | C  |    | F  | F  |    |    |    |    |    |    |    |    |    |
| Martillo          |    |    |    |    |    | C  |    |    |    |    |    | F  |    |    |
| Jabalina          |    |    |    |    |    |    | C  | C  |    |    |    |    |    | F  |
| Decatlón          | F  | F  | F  | F  | F  |    |    |    |    |    |    |    |    |    |

| Fecha →           | 12 | 12 | 13 | 13 | 13 | 14 | 14 | 15 | 15 | 16 | 16 | 17 | 17 |
| Evento ↓          | M  | T  | M  | T  | T  | M  | T  | M  | T  | M  | T  | M  | T  |
| ----------------- | -- | -- | -- | -- | -- | -- | -- | -- | -- | -- | -- | -- | -- |
| 100 m             | E  |    |    | ½  | F  |    |    |    |    |    |    |    |    |
| 200 m             |    |    |    |    |    | E  | ½  |    | F  |    |    |    |    |
| 400 m             |    | E  |    | ½  | ½  |    |    |    | F  |    |    |    |    |
| 800 m             |    |    | E  |    |    |    | ½  |    |    |    | F  |    |    |
| 1500 m            | E  |    |    |    |    |    |    |    | F  |    |    |    |    |
| 5000 m            |    |    |    |    |    | E  |    |    |    |    | F  |    |    |
| 10000 m           |    | F  |    |    |    |    |    |    |    |    |    |    |    |
| Maratón           |    |    |    |    |    |    |    |    |    | F  |    |    |    |
| 100 m vallas      | E  | ½  |    | F  | F  |    |    |    |    |    |    |    |    |
| 400 m vallas      |    |    | E  |    |    |    | ½  |    |    |    | F  |    |    |
| 3000 m obstáculos |    |    |    |    |    |    |    | E  |    |    |    |    | F  |
| Relevo 4 × 100 m  |    |    |    |    |    |    |    |    |    |    | E  |    | F  |
| Relevo 4 × 400 m  |    |    |    |    |    |    |    |    |    |    | E  |    | F  |
| 20 km marcha      |    |    |    |    |    | F  |    |    |    |    |    |    |    |
| Salto de longitud |    | C  |    | F  | F  |    |    |    |    |    |    |    |    |
| Triple salto      |    |    |    | C  | C  |    |    |    |    |    | F  |    |    |
| Salto de altura   |    |    |    |    |    |    |    | C  |    |    |    |    | F  |
| Salto con pértiga | C  |    |    |    |    |    | F  |    |    |    |    |    |    |
| Peso              |    |    |    |    |    |    |    | C  |    |    |    |    | F  |
| Disco             |    |    |    |    |    |    |    | C  |    |    | F  |    |    |
| Martillo          |    |    | C  |    |    |    |    |    | F  |    |    |    |    |
| Jabalina          | C  |    |    |    |    |    | F  |    |    |    |    |    |    |
| Heptatlón         |    |    |    |    |    | F  | F  | F  | F  |    |    |    |    |

## Resultados

### Masculino
| Evento                    | Oro                                                                                    | Plata                                                                                  | Bronce                                                                                 |
| ------------------------- | -------------------------------------------------------------------------------------- | -------------------------------------------------------------------------------------- | -------------------------------------------------------------------------------------- |
| 100 m (13.08)             | James Dasaolu Reino Unido 10,06                                                        | Christophe Lemaitre Francia 10,13                                                      | Harry Aikines-Aryeetey Reino Unido 10,22                                               |
| 200 m (15.08)             | Adam Gemili Reino Unido 19,98                                                          | Christophe Lemaitre Francia 20,15                                                      | Serhi Smelyk · Ucrania · 20,30                                                         |
| 400 m (15.08)             | Martyn Rooney Reino Unido 44,71                                                        | Matthew Hudson-Smith Reino Unido 44,75                                                 | Donald Sanford Israel 45,27                                                            |
| 800 m (15.08)             | Adam Kszczot · Polonia · 1:44,15                                                       | Artur Kuciapski · Polonia · 1:44,89                                                    | Mark English Irlanda 1:45,03                                                           |
| 1500 m (17.08)            | Mahiedine Mekhissi-Benabbad Francia 3:45,60                                            | Henrik Ingebrigtsen · Noruega · 3:46,10                                                | Chris O'Hare Reino Unido 3:46,18                                                       |
| 5.000 m (17.08)           | Mohamed Farah Reino Unido 14:05,82                                                     | Hayle Ibrahimov Azerbaiyán 14:08,32                                                    | Andy Vernon Reino Unido 14:09,48                                                       |
| 10.000 m (13.08)          | Mohamed Farah Reino Unido 28:08,11                                                     | Andy Vernon Reino Unido 28:08,66                                                       | Ali Kaya Turquía 28:08,72                                                              |
| 110 m vallas (14.08)      | Serguei Shubenkov · Rusia · 13,19                                                      | William Sharman Reino Unido 13,27                                                      | Pascal Martinot-Lagarde Francia 13,29                                                  |
| 400 m vallas (15.08)      | Kariem Hussein · Suiza · 48,96                                                         | Rasmus Mägi Estonia 49,06                                                              | Denis Kudriavtsev · Rusia · 49,16                                                      |
| 3000 m obstáculos (14.08) | Yoann Kowal Francia 8:26,66                                                            | Krystian Zalewski · Polonia · 8:27,11                                                  | Ángel Mullera · España · 8:29,16                                                       |
| 20 km marcha (13.08)      | Miguel Ángel López · España · 1:19:44                                                  | Alexandr Ivanov · Rusia · 1:19:45                                                      | Denis Strelkov · Rusia · 1:19:46                                                       |
| 50 km marcha (15.08)      | Yohann Diniz Francia 3:32,33 (RM)                                                      | Matej Tóth · Eslovaquia · 3:36,21                                                      | Ivan Noskov · Rusia · 3:37,41                                                          |
| Maratón (17.08)           | Daniele Meucci · Italia · 2:11:08                                                      | Yared Shegumo · Polonia · 2:12:00                                                      | Alexei Reunkov · Rusia · 2:12:15                                                       |
| Salto de altura (15.08)   | Bohdan Bondarenko · Ucrania · 2,35 m                                                   | Andri Protsenko · Ucrania · 2,33 m                                                     | Ivan Ujov · Rusia · 2,30 m                                                             |
| Salto de longitud (17.08) | Gregory Rutherford Reino Unido 8,29                                                    | Luis Tsátumas · Grecia · 8,15                                                          | Kafétien Gomis Francia 8,14                                                            |
| Salto con pértiga (16.08) | Renaud Lavillenie Francia 5,90                                                         | Paweł Wojciechowski · Polonia · 5,70                                                   | Kévin Menaldo · Francia · Jan Kudlička · República Checa · 5,70                        |
| Salto triple (14.08)      | Benjamin Compaoré Francia 17,46                                                        | Liukman Adams · Rusia · 17,09                                                          | Alexei Fiodorov · Rusia · 17,04                                                        |
| Peso (12.08)              | David Storl · Alemania · 21,41                                                         | Borja Vivas · España · 20,86                                                           | Tomasz Majewski · Polonia · 20,83                                                      |
| Disco (13.08)             | Robert Harting · Alemania · 66,07                                                      | Gerd Kanter Estonia 64,75                                                              | Robert Urbanek · Polonia · 63,81                                                       |
| Martillo (16.08)          | Krisztián Pars · Hungría · 82,69                                                       | Paweł Fajdek · Polonia · 82,05                                                         | Serguei Litvinov · Rusia · 79,35                                                       |
| Jabalina (17.08)          | Antti Ruuskanen · Finlandia · 88,01                                                    | Vítězslav Veselý · República Checa · 84,79                                             | Tero Pitkämäki · Finlandia · 84,40                                                     |
| 4 x 100 m (17.08)         | Reino Unido James Ellington Harry Aikines-Aryeetey Richard Kilty Adam Gemili 37,93     | Alemania · Julian Reus · Sven Knipphals · Alexander Kosenkow · Lucas Jakubczyk · 38,09 | Francia Pierre Vincent Christophe Lemaitre Teddy Tinmar Ben Bassaw 38,47               |
| 4 x 400 m (17.08)         | Reino Unido Conrad Williams Matthew Hudson-Smith Michael Bingham Martyn Rooney 2:58,79 | Rusia · Maxim Dyldin · Pavel Ivashko · Nikita Uglov · Vladimir Krasnov · 2:59,38       | Polonia · Rafał Omelko · Kacper Kozłowski · Łukasz Krawczuk · Jakub Krzewina · 2:59,85 |
| Decatlón (13.08)          | Andrei Krauchanka · Bielorrusia · 8.616 pts.                                           | Kévin Mayer Francia 8.521 pts.                                                         | Ilia Shkureniov · Rusia · 8.498 pts.                                                   |

- RM – récord mundial.

1. ↑  El campeón de la prueba, el francés Mahiedine Mekhissi-Benabbad, fue descalificado al mostrar una actitud antideportiva, en contra del reglamento, quitándose la camiseta antes de llegar a la meta.

### Femenino
| Evento                    | Oro                                                                        | Plata                                                                                | Bronce                                                                                         |
| ------------------------- | -------------------------------------------------------------------------- | ------------------------------------------------------------------------------------ | ---------------------------------------------------------------------------------------------- |
| 100 m (13.08)             | Dafne Schippers · Países Bajos · 11,12                                     | Myriam Soumaré Francia 11,16                                                         | Ashleigh Nelson Reino Unido 11,22                                                              |
| 200 m (15.08)             | Dafne Schippers · Países Bajos · 22,03                                     | Jodie Williams Reino Unido 22,46                                                     | Myriam Soumaré Francia 22,58                                                                   |
| 400 m (15.08)             | Libania Grenot · Italia · 51,10                                            | Olha Zemliak · Ucrania · 51,36                                                       | Indira Terrero · España · 51,38                                                                |
| 800 m (16.08)             | Maryna Arzamasova · Bielorrusia · 1:58,15                                  | Lynsey Sharp Reino Unido 1:58,80                                                     | Joanna Jóźwik · Polonia · 1:59,63                                                              |
| 1500 m (15.08)            | Sifan Hassan · Países Bajos · 4:04,18                                      | Abeba Aregawi · Suecia · 4:05,08                                                     | Laura Weightman Reino Unido 4:06,32                                                            |
| 5.000 m (16.08)           | Meraf Bahta · Suecia · 15:31,39                                            | Sifan Hassan · Países Bajos · 15:31,79                                               | Susan Kuijken · Países Bajos · 15:32,82                                                        |
| 10.000 m (12.08)          | Jo Pavey Reino Unido 32:22,39                                              | Clémence Calvin Francia 32:23,58                                                     | Laila Traby Francia 32:26,03                                                                   |
| 100 m vallas (13.08)      | Tiffany Porter Reino Unido 12,76                                           | Cindy Billaud Francia 12,79                                                          | Cindy Roleder · Alemania · 12,82                                                               |
| 400 m vallas (16.08)      | Eilidh Child Reino Unido 54,48                                             | Anna Titimets · Ucrania · 54,56                                                      | Irina Davydova · Rusia · 54,60                                                                 |
| 3000 m obstáculos (17.08) | Antje Möldner-Schmidt · Alemania · 9:29,43                                 | Charlotta Fougberg · Suecia · 9:30,16                                                | Diana Martín Giménez · España · 9:30,70                                                        |
| 20 km marcha (14.08)      | Elmira Alembekova · Rusia · 1:27:56                                        | Liudmyla Olianovska · Ucrania · 1:28:07                                              | Anežka Drahotová · República Checa · 1:28:08                                                   |
| Maratón (16.08)           | Christelle Daunay Francia 2:25:14                                          | Valeria Straneo · Italia · 2:25:27                                                   | Jéssica Augusto Portugal 2:25:41                                                               |
| Salto de altura (17.08)   | Ruth Beitia · España · 2,01 m                                              | Mariya Kuchina · Rusia · 1,99 m                                                      | Ana Šimić · Croacia · 1,99 m                                                                   |
| Salto con pértiga (14.08) | Anzhelika Sidorova · Rusia · 4,65                                          | Ekaterini Stefanidi · Grecia · 4,60                                                  | Anguelina Zhuk-Krasnova · Rusia · 4,60                                                         |
| Salto de longitud (13.08) | Éloyse Lesueur Francia 6,85                                                | Ivana Španović Serbia 6,81                                                           | Daria Klishina · Rusia · 6,65                                                                  |
| Salto triple (16.08)      | Olha Saladuha · Ucrania · 14,73                                            | Yekaterina Koneva · Rusia · 14,69                                                    | Irina Gumeniuk · Rusia · 14,46                                                                 |
| Peso (17.08)              | Christina Schwanitz · Alemania · 19,90                                     | Yevgueniya Kolodko · Rusia · 19,39                                                   | Anita Márton · Hungría · 19,04                                                                 |
| Disco (16.08)             | Sandra Perković · Croacia · 71,08                                          | Mélina Robert-Michon Francia 65,33                                                   | Shanice Kraft · Alemania · 64,33                                                               |
| Martillo (15.08)          | Anita Włodarczyk · Polonia · 78,76                                         | Martina Hrašnová · Eslovaquia · 74,66                                                | Joanna Fiodorow · Polonia · 73,67                                                              |
| Jabalina (14.08)          | Barbora Špotáková · República Checa · 64,41                                | Tatjana Jelača Serbia 64,21                                                          | Linda Stahl · Alemania · 63,91                                                                 |
| 4 x 100 m (17.08)         | Reino Unido Asha Philip Ashleigh Nelson Jodie Williams Desiree Henry 42,24 | Francia Céline Distel-Bonnet Ayodelé Ikuesan Myriam Soumaré Stella Akakpo 42,45      | Rusia · Marina Panteleyeva · Natalia Rusakova · Yelizaveta Savlinis · Kristina Sivkova · 43,22 |
| 4 x 400 m (17.08)         | Francia Marie Gayot Muriel Hurtis Agnès Raharolahy Floria Guei 3:24,27     | Ucrania · Nataliya Pyhyda · Hrystyna Stui · Hanna Ryzhykova · Olha Zemliak · 3:24,32 | Reino Unido Eilidh Child Kelly Masey Shana Cox Maragret Adeoye 3:24,34                         |
| Heptatlón (15.08)         | Antoinette Nana Djimou Francia 6.551 pts.                                  | Nadine Broersen · Países Bajos · 6.498 pts.                                          | Nafissatou Thiam · Bélgica · 6.423 pts.                                                        |

## Medallero
| Núm. | País            | Oro | Plata | Bronce | Total |
| ---- | --------------- | --- | ----- | ------ | ----- |
| 1    | Reino Unido     | 12  | 5     | 6      | 23    |
| 2    | Francia         | 9   | 8     | 6      | 23    |
| 3    | Alemania        | 4   | 1     | 3      | 8     |
| 4    | Rusia           | 3   | 6     | 13     | 22    |
| 5    | Países Bajos    | 3   | 2     | 1      | 6     |
| 6    | Polonia         | 2   | 5     | 5      | 12    |
| 7    | Ucrania         | 2   | 5     | 1      | 8     |
| 8    | España          | 2   | 1     | 3      | 6     |
| 9    | Italia          | 2   | 1     | 0      | 3     |
| 10   | Bielorrusia     | 2   | 0     | 0      | 2     |
| 11   | Suecia          | 1   | 2     | 0      | 3     |
| 12   | República Checa | 1   | 1     | 2      | 4     |
| 13   | Croacia         | 1   | 0     | 1      | 2     |
| 13   | Finlandia       | 1   | 0     | 1      | 2     |
| 13   | Hungría         | 1   | 0     | 1      | 2     |
| 16   | Suiza           | 1   | 0     | 0      | 1     |
| 17   | Eslovaquia      | 0   | 2     | 0      | 2     |
| 17   | Estonia         | 0   | 2     | 0      | 2     |
| 17   | Grecia          | 0   | 2     | 0      | 2     |
| 17   | Serbia          | 0   | 2     | 0      | 2     |
| 21   | Azerbaiyán      | 0   | 1     | 0      | 1     |
| 21   | Noruega         | 0   | 1     | 0      | 1     |
| 23   | Bélgica         | 0   | 0     | 1      | 1     |
| 23   | Irlanda         | 0   | 0     | 1      | 1     |
| 23   | Israel          | 0   | 0     | 1      | 1     |
| 23   | Portugal        | 0   | 0     | 1      | 1     |
| 23   | Turquía         | 0   | 0     | 1      | 1     |
|      | TOTAL           | 47  | 47    | 48     | 142   |